# Thomas Holcomb

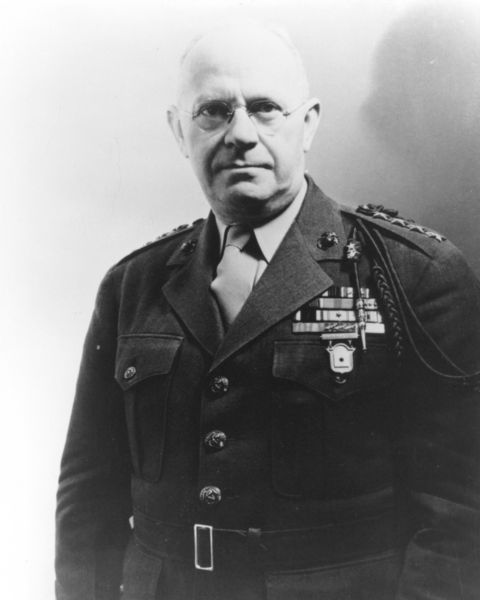
General Thomas Holcomb, USMC

Thomas Holcomb (* 5. August 1879 in New Castle, Delaware; † 24. Mai 1965 ebenda) war ein General des United States Marine Corps. Von 1936 bis 1943 war er der 17. Commandant of the Marine Corps und der erste Marineinfanterist, der den Rang eines Generals erreichte. Nach seiner Pensionierung wurde er vom US-Präsidenten Franklin D. Roosevelt zum bevollmächtigten Gesandten für Südafrika bestimmt, der er von 1944 bis 1948 war.

## Leben

### Frühe Jahre
Holcomb kam am 5. August 1879 in New Castle im US-Bundesstaat Delaware zur Welt. Er ging auf Privatschulen, bis er mit seiner Familie nach Washington, D.C. zog. Dort absolvierte er 1897 die Western High School.
Am 13. April 1900 trat er im Range eines Second Lieutenant in das US Marine Corps ein. Die Monate von September 1902 bis April des nächsten Jahres diente er in einer Kompanie, die der Nordatlantik-Flotte zugeteilt worden war. Gegen Ende dieses Dienstes wurde er zum First Lieutenant befördert. Im Anschluss daran wurde Holcomb auf die Philippinen versetzt, wo er bis zum November 1906 blieb, mit einer einjährigen Unterbrechung ab September 1905, die er bei der American Legation Guard in Peking, China verbrachte. Am 13. Mai 1908 erfolgte die Beförderung zum Captain. Von Dezember 1908 bis Mai 1911 war Holcomb wieder in Peking stationiert, wo er als Attaché diente und sich dem Studium der chinesischen Sprache widmete. Anschließend arbeitete Captain Holcomb von Oktober 1914 bis August 1917 als Inspektor für Zielschießen. In diese Zeitspanne fiel auch seine Beförderung zum Major.

### Erster Weltkrieg
Während des Ersten Weltkrieges kommandierte Holcomb von August 1917 bis Januar 1918 das 2. Bataillon des 6th Marine Regiment auf der Marine Corps Base Quantico, Virginia um sich auf den bevorstehenden Kriegseinsatz in Europa vorzubereiten. Im Februar wurde Major Holcombs Regiment im Rahmen der American Expeditionary Forces (AEF) nach Frankreich verlegt. Dort diente er als Bataillonskommandeur und Erster Offizier des Regiments. Holcomb war an zahlreichen Gefechten an der Westfront beteiligt, u. a. bei der Aisne-Marne Offensive (Château-Thierry, Soissons und St. Mihiel) und der Meuse-Argonne-Offensive (Champagne). Gegen Kriegsende marschierte seine Einheit zum Rhein, gefolgt vom Waffenstillstand von Compiègne.
Holcomb blieb bis Juli 1919 in Europa und kehrte danach in die Vereinigten Staaten zurück, wo er am 4. Juni 1920 die Beförderung zum Lieutenant Colonel erhielt.

### 1920er – 1936
Von September 1922 bis Juni 1924 erhielt er das Kommando über die Marine Barracks der Marinebasis Guantánamo Bay auf Kuba. Im Anschluss daran wurde er zum Command and General Staff College der US Army nach Fort Leavenworth, Kansas abkommandiert. Dieses schloss er im Juni 1925 mit Erfolg ab und wurde in das Hauptquartier des United States Marine Corps versetzt. Dort arbeitete er bis Juni 1927 in der Operations- und Ausbildungsabteilung. Am 22. Dezember 1928 wurde Holcomb in den Rang eines Colonel befördert.
Von August 1927 bis Februar 1930 wurde er zum Leiter der Marines in der American Legation Guard in Peking bestimmt. Im Juni 1930 kehrte er nach Amerika zurück und absolvierte das Naval War College in Newport, Rhode Island sowie das Army War College in Carlisle, Pennsylvania.
Die Monate von Juni 1932 bis Januar 1935 war er dem Büro des Chief of Naval Operations zugeordnet. Im Anschluss an seine Beförderung zum Brigadier General am 1. Februar 1935 wurde Holcomb Kommandeur der Marine Corps Schools in Quantico, Virginia, wo er bis zum November 1936 blieb.

### Commandant of the Marine Corps

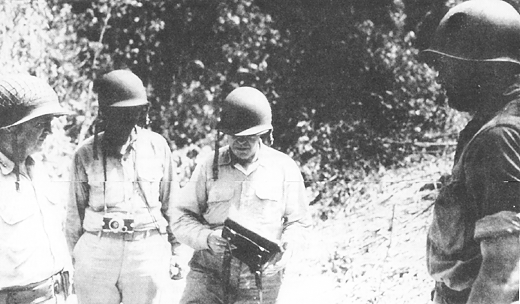
Oktober 1942: General Holcomb (Mitte) auf Guadalcanal.

Am 1. Dezember 1936, folgte Thomas Holcomb John H. Russell als Commandant of the Marine Corps nach. Mit seiner Beförderung zum Lieutenant General am 20. Januar 1942 wurde er zum – bis dahin – höchstrangigen Commandant.
Am 5. August 1943, nachdem Holcomb das reguläre Pensionsalter erreicht hatte, versetzte der damalige US-Präsident Franklin D. Roosevelt Holcomb in eine zweite Amtszeit als Commandant. Grund dafür war Holcombs hervorragende Arbeit. Während Holcombs Amtszeit als Commandant wurde die Truppenstärke von 16.000 auf über 300.000 Soldaten angehoben, was vor allem auf den Kriegseintritt der Vereinigten Staaten zurückzuführen war. Am 13. Februar 1943 setzte Holcomb einen Meilenstein in der Geschichte des US Marine Corps und der bisherigen allgemeinen Militärgeschichte. An diesem Tag verlautbarte er, dass zukünftig auch Frauen dem Marine Corps beitreten könnten.
Als 1941 die Aufnahme von Schwarzen ins Marine Corps diskutiert wurde, wehrte sich Holcomb vehement dagegen. Er würde 5.000 Weiße 250.000 Negern vorziehen
Es wurde jedoch politisch beschlossen, dass ab 1942 Schwarze dann doch dem Marine Corps beitreten durften, allerdings in separaten Einheiten, während andere Nicht-Weiße zusammen mit Weißen dienten.

### Ruhestand

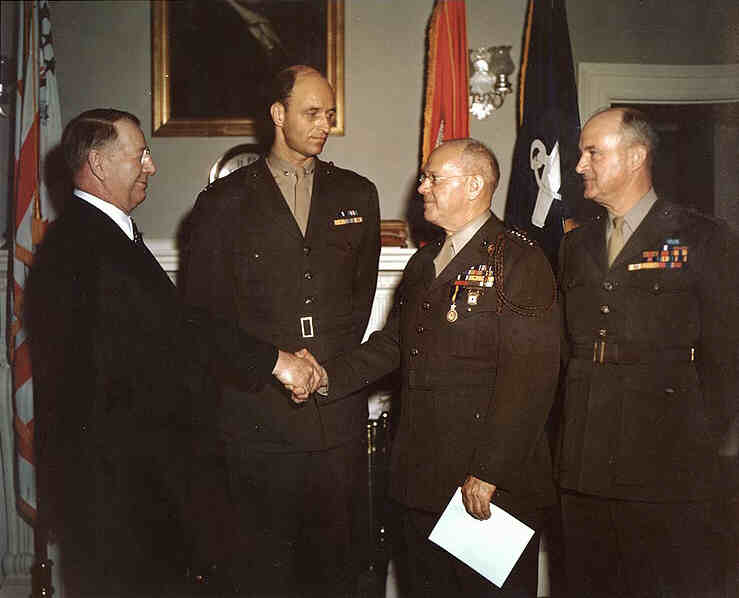
Holcomb (2.v.r.) erhält die Distinguished Service Medal vom Secretary of the Navy Frank Knox (links) am 12. April 1944. Weitere Personen im Bild: General Alexander Vandegrift (rechts) und Colonel James Roosevelt, Sohn des Präsidenten Franklin Delano Roosevelt.

Nach ungefähr 44 Jahren im Dienste des United States Marine Corps ging Holcomb am 1. Januar 1944 in den Ruhestand. Sein Nachfolger wurde Alexander A. Vandegrift. Aufgrund seiner beispiellosen Taten im Kampfeinsatz und seiner herausragenden Leistung in der Verwaltung, wurde er, mit Abstimmung eines speziellen Kongressbeschlusses, zum General befördert.
Seine Pension währte nur kurz, denn der Präsident ernannte Holcomb am 9. März des Jahres als Nachfolger von Lincoln MacVeagh zum bevollmächtigten Gesandten bei der Südafrikanischen Union (englischer Originaltitel: Minister Plenipotentiary to the Union of South Africa). Dieses Amt trat er offiziell, nachdem es der Senat bestätigt hatte, am 1. Juni des Jahres an und behielt es bis zum 31. Mai 1948.
Seinen eigentlichen Ruhestand verbrachte Holcomb auf der Familienfarm in St. Marys City im Bundesstaat Maryland, wo er bis 1956 blieb. Die nächsten sechs Jahre residierte er in der Ortschaft Chevy Chase, ebenfalls Maryland, wo er seinem Hobby der Gartenarbeit nachgehen konnte. Aufgrund diverser, teilweise schwerer Erkrankungen zog er in ein Appartement nach Washington, D.C., bevor er sich im Frühjahr 1964 in seine Geburtsstadt New Castle, Delaware, begab. Dort verstarb er am 24. Mai 1965 im Alter von 85 Jahren. General Thomas Holcomb wurde auf dem Nationalfriedhof Arlington in Washington, D.C. beigesetzt.
Holcomb hinterließ seinen einzigen Sohn Franklin P. Holcomb, einen Lieutenant Colonel des US Marine Corps und Veteran des Zweiten Weltkrieges. Seit 1916 war er mit Beatrice Miller Clover (* 23. Januar 1896; † 14. August 1962) verheiratet.

## Auszeichnungen
Auswahl der Dekorationen, sortiert in Anlehnung der Order of Precedence of the Military Awards:
- Navy Cross
- Navy Distinguished Service Medal
- Silver Star (4 x)
- Purple Heart
- Ritter der französischen Ehrenlegion
- Croix de guerre mit Palme
- Großkreuz des niederländischen Militär-Wilhelms-Ordens